# Henrietta Drake-Brockman

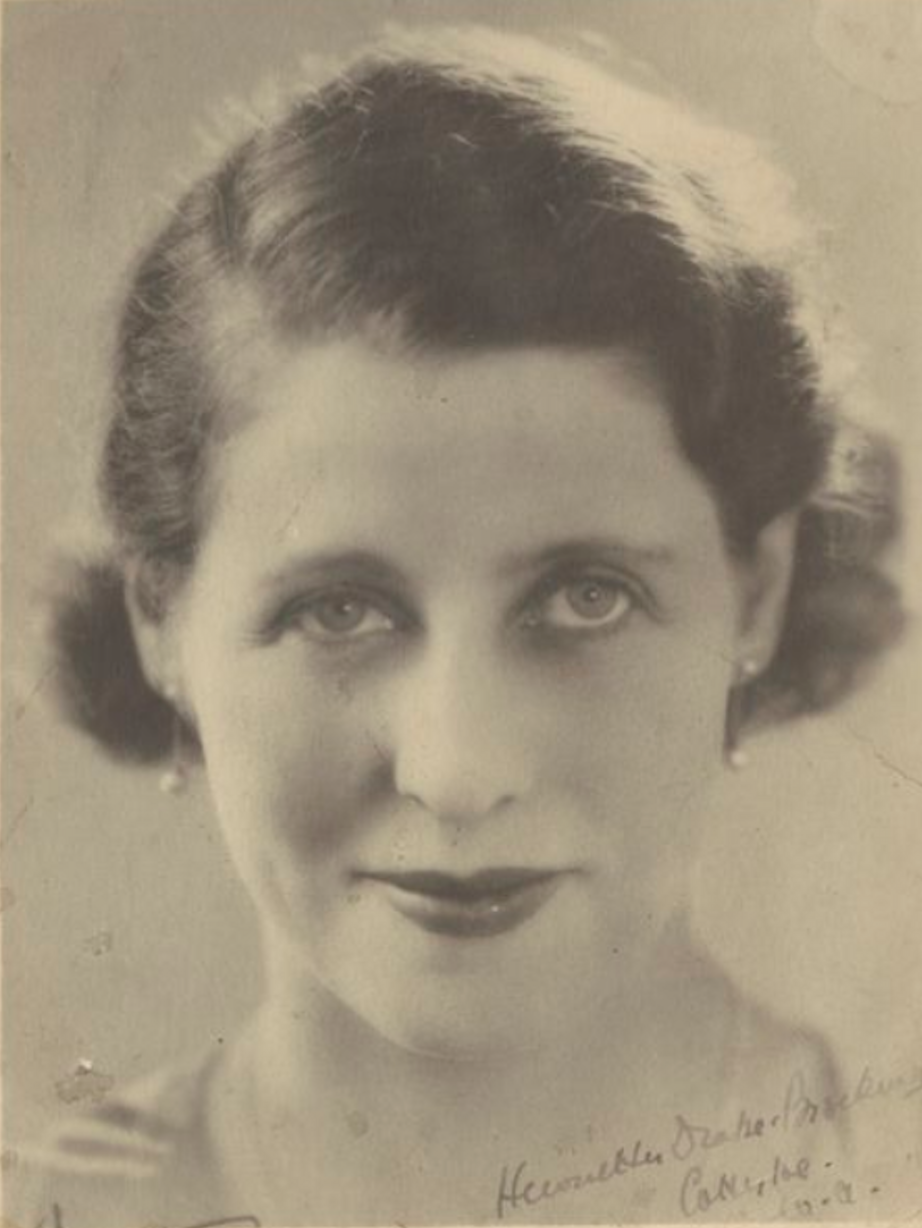
Henrietta Drake-Brockman, 1944

Henrietta Frances York Drake-Brockman, geborene Jull (* 27. Juli 1901 in Perth, Western Australia; † 8. März 1968 ebenda) war eine australische Journalistin und Romanautorin, Dramatikerin.

## Leben
Drake-Brockman wurde als Tochter von Martin Edward Jull (1862–1917), der im öffentlichen Dienst und früher im Ministerium für Bauwesen tätig war, und seiner Frau Roberta Jull, geborene Stewart, einer Ärztin und Sozialreformerin, geboren. Sie wurde in Schottland, dem Heimatland ihrer Mutter, und an der Frensham School in Mittagong, New South Wales,  erzogen. Sie studierte Literatur an der University of Western Australia und Kunst im Atelier von H. van Raalte in Perth. 1921 heiratete sie Geoffrey Drake-Brockman, damals Commissioner für North West Australia.
Nach ihrer Heirat zog das Ehepaar zu ihrer Basis in Broome im Grenzgebiet in North West Australia. Drake-Brockman begleitete ihren Mann auf seinen Arbeitseinsätzen und begann, ihre Beobachtungen für den The West Australian unter dem Pseudonym „Henry Drake“ zu veröffentlichen. Drake-Brockman nutzte ihre Reisen zudem als Quelle für ihre Romane. Die Drake-Brockmans kehrten nach Perth zurück, als das Ministerium für den Nordwesten 1926 aufgelöst wurde. Zu dem Zeitpunkt hatte sich Drake-Brockman bereits einen Namen als Schriftstellerin gemacht. Anfang der 1930er Jahre veröffentlichte sie ein eine Geschichtenserie, The Disquieting Sex, veröffentlicht. Blue North, ein historischer Roman über das Leben in den 1870er Jahren, wurde als Fortsetzungsroman in The Bulletin veröffentlicht und erschien 1934, während Sheba Lane im zeitgenössischen Broome spielt. Younger Sons war ein sorgfältig dokumentierter Roman über die Besiedlung Westaustraliens, und The Fatal Days (1947) konzentrierte sich auf Ballarat, Victoria, während des Zweiten Weltkriegs. Ihr letzter Roman, The Wicked and The Fair (1957), drehte sich um die Reise der Batavia im Jahr 1629.
Ihr letztes Buch, Voyage To Disaster (1963), war im Wesentlichen eine Biografie des Kapitäns der Batavia, François Pelsaert. Für ihre umfangreichen Recherchen nutzte sie Material aus niederländischen Archiven und eine Übersetzung von Pelsaerts Tagebüchern sowie See- und Flugreisen zum wahrscheinlichen Fundort des Wracks. Unter den vielen Artikeln, die sie in den 1940er und 1950er Jahren für das Magazin Walkabout schrieb, wich Drake-Brockman im Januar 1955 von der allgemeinen Meinung ab und schätzte den korrekten Liegeplatz der Batavia sehr genau. Acht Jahre später, 1963, wurde sie eine der vier anerkannten Mitentdecker des Batavia-Wracks. Sie benutzte eine Taucherbrille, um das Wrack des Schiffes vor den Abrolhos-Inseln zu untersuchen. Der am weitesten auf dem Riff liegende Anker wurde „Henrietta's Anchor“ genannt. Er liegt heute noch dort in 3,5 m Tiefe.
Drake-Brockman bearbeitete und wählte einige von K. Langloh Parker gesammelte und übersetzte Geschichten der Aborigines für eine neue Ausgabe der Australian Legendary Tales im Jahr 1953 aus. Die Illustrationen stammten von Elizabeth Durack. Diese Ausgabe wurde vom Children's Book Council of Australia zum „Buch des Jahres 1954“ gewählt. Außerdem war sie zusammen mit Walter Murdoch Mitherausgeberin von Australian Short Stories.
Drake-Brockman schrieb in den 1930er und 40er Jahren für das Theater in Perth. Sie behauptete, dass sie lieber Dramatikerin als Romanautorin geworden wäre und dass es so gut wie keine Möglichkeiten für australische Theaterstücke gab, als sie mit dem Schreiben begann, aber es gelang ihr, einige ihrer Stücke auf die Bühne zu bringen. The Man from the Bush wurde 1932 in Perth (und später in Melbourne) aufgeführt, Dampier's Ghost 1934 und The Blister 1937. Mit ihrem bekanntesten Stück, Men Without Wives, erweiterte sie ihr Werk über das Genre des Einakters hinaus und gewann 1938 den Sesquicentenary Celebration Prize, einen Theaterpreis. Men Without Wives and Other Plays wurde 1955 veröffentlicht. In ihren Stücken schildert sie größtenteils die Menschen und abgelegenen Orte ihrer früheren Romane. Sie bewunderte und schrieb über das Werk von Katharine Susannah Prichard.
Drake-Brockman trat 1939 dem Sydneyer Zweig der Fellowship of Australian Writers bei. Sie gehörte zu den Mitbegründern des westaustralischen Zweigs und war 1941 und 1956–1957 dessen Präsidentin. 1967, ein Jahr vor ihrem Tod im Jahr 1968, wurde ihr der Order of the British Empire verliehen.
Sie starb an einer Hirnblutung und wurde auf dem Karrakatta Cemetery beerdigt.

## Werke
Roman
- The Disquieting Sex. Consolidated Press, Sydney 1930.
- Blue North. The Endeavour Press, Sydney 1934.
- Sheba Lane. Angus & Robertson, Sydney 1936.
- Younger Sons. Angus & Robertson, Sydney 1937.
- The Fatal Days. Angus & Robertson, Sydney 1947.
- The Wicked and the Fair. Angus & Robertson, Sydney 1957.
- Voyage to Disaster: The Life of Francisco Pelsaert. Angus & Robertson, Sydney 1963.

Anderes
- Sydney or the Bush. Angus & Robertson Press, Sydney 1948 (Kurzgeschichten).
- Katharine Susannah Prichard (Australian writers and their work). Oxford University Press, Melbourne 1967 (Essays).
- Men Without Wives and Other Plays. Angus & Robertson Press, Sydney 1955 (Theaterstücke).

## Weitere Literatur
- Debra Adelaide: Australian Women Writers: A Bibliographic Guide. Pandora, London 1988, ISBN 978-0-86358-149-6.
- John Hetherington: Forty-two faces. F. W. Cheshire, Melbourne 1962, S. 60–65.